# Distretto di Talalaïvka
Il distretto di Talalaïvka (in ucraino Талалаївський район?) era un distretto (rajon) dell'Ucraina, situato nell'oblast' di Černihiv. Il suo capoluogo era Talalaïvka. È stato soppresso con la riforma amministrativa del 2020.